# Philonotis turneriana
Philonotis turneriana là một loài rêu trong họ Bartramiaceae. Loài này được Schwägr. Mitt. mô tả khoa học đầu tiên năm 1859.